# Justicia sarmentosa
Justicia sarmentosa är en akantusväxtart som beskrevs av Gustav Lindau. Justicia sarmentosa ingår i släktet Justicia och familjen akantusväxter. Inga underarter finns listade i Catalogue of Life.